# Anisaedus stridulans
Anisaedus stridulans is een spinnensoort uit de familie Palpimanidae. De soort komt voor in Peru.